# Bristol East
Circonscription parlementaire de la Chambre des communes
La circonscription de Bristol East  est une circonscription située dans la ville de Bristol et représentée à la Chambre des communes du Parlement britannique.

## Géographie
La circonscription comprend :
- La partie est de la ville de Bristol

## Liste des députés de 1885 à 1950
| Election | Election                                       | Election                                       | Nom                                            | Parti                                          |
| -------- | ---------------------------------------------- | ---------------------------------------------- | ---------------------------------------------- | ---------------------------------------------- |
|          | 1885                                           |                                                | Handel Cossham                                 | libéral                                        |
|          | 1890                                           |                                                | Joseph Dodge Weston                            | libéral                                        |
|          | 1895                                           |                                                | William Wills                                  | libéral                                        |
|          | 1900                                           |                                                | Charles Hobhouse                               | libéral                                        |
|          | 1918                                           |                                                | George Bryant Britton                          | Coalition Libéral                              |
|          | 1922                                           |                                                | Harold Morris                                  | National libéral                               |
|          | 1923                                           |                                                | Walter Baker                                   | travailliste                                   |
|          | 1931                                           |                                                | Sir Stafford Cripps                            | travailliste                                   |
|          | 1939                                           | travailliste indépendant                       | Sir Stafford Cripps                            |                                                |
|          | 1945                                           | travailliste                                   | Sir Stafford Cripps                            |                                                |
| 1950     | Circonscription abolie Voir Bristol South East | Circonscription abolie Voir Bristol South East | Circonscription abolie Voir Bristol South East | Circonscription abolie Voir Bristol South East |

## Liste des députés de 1983 à aujourd'hui
| Election | Election | Election | Nom             | Parti        |
| -------- | -------- | -------- | --------------- | ------------ |
|          | 1983     |          | Jonathan Sayeed | Conservateur |
|          | 1992     |          | Jean Corston    | Travailliste |
|          | 2005     |          | Kerry McCarthy  | Travailliste |